# Hansenius fuelleborni
Hansenius fuelleborni är en spindeldjursart som först beskrevs av Edvard Ellingsen 1910.  Hansenius fuelleborni ingår i släktet Hansenius och familjen tvåögonklokrypare. Inga underarter finns listade i Catalogue of Life.